# 木村千恵
木村 千恵（きむら ちえ、1980年（昭和55年）4月8日 - ）は、滋賀県米原市出身の女子フィールドホッケー元日本代表選手（フォワード・ディフェンダー）。

## 略歴
木村千恵は、1980年（昭和55年）4月8日に滋賀県坂田郡伊吹町（現滋賀県米原市）に生まれ、小学校4年から春照スポーツ少年団でホッケーを始め伊吹山中学に進学し、小中学校において全国制覇を果たした。高校2年時に、岐阜県立岐阜女子商業高等学校（現岐阜各務野高校）に編入し、実業団のソニー一宮（現ソニーHC BRAVIA Ladies）に入った。
アテネ・北京オリンピックに出場し、日本代表キャップは156を数える。2009年（平成21年）1月8日ソニーHC BRAVIA Ladiesを引退した。

## 関連事項
- 2004年アテネオリンピックの日本選手団
- 2008年北京オリンピックの日本選手団
- 2008年北京オリンピックのホッケー競技
- ホッケー女子日本代表
- 日刊スポーツ新聞社. “アテネ五輪特集 選手名鑑 ホッケー出場選手”. 2013年7月23日閲覧。
- スポーツニッポン新聞社. “2008年北京 選手名鑑 木村千恵（ホッケー）”. 2013年7月23日閲覧。